# 칼상어
칼상어(학명: Acipenser dabryanus)는 철갑상어과에 속하는 경골어류로, 철갑상어·용상어와 같은 속에 속한다. 약 2.5m까지 성장이 가능하지만 보통은 그보다 더 작다. 중국에서 서식하였으나 2022년에 야생절멸 종으로 지정되었다.

## 같이 보기
- 철갑상어
- 중국주걱철갑상어